# Mariano Santos de Quirós y Nieto
Mariano Santos de Quirós y Nieto fue un abogado y político peruano. 
Fue Abogado de la Real Audiencia de Lima y, luego de la independencia, vocal de la Corte Superior de Justicia de Lima. Fue diputado de la República del Perú por la entonces provincia cusqueña de Abancay en 1829, 1831 y 1832 durante el primer gobierno del Mariscal Agustín Gamarra.  
Autor de la obra "Colección de leyes, decretos y órdenes publicadas en el Perú desde su Independencia en el año 1821".